# Tu rostro mañana
Tu rostro mañana es la décima novela de Javier Marías. Narra la historia de Jaime Deza, un académico español al servicio del MI6, que ha vuelto a Oxford después de separarse. Deza es también el personaje de una novela previa, Todas las almas (1989), novela que termina cuando vuelve de Oxford a Madrid.
En principio pensada para ser un proyecto de dos volúmenes, Tu rostro mañana terminó siendo una novela de unas 1.592 páginas, tres volúmenes y siete partes: Fiebre, Lanza, Baile, Sueño, Veneno, Sombra y Adiós. El primer volumen, Tu rostro mañana: 1 Fiebre y lanza se publicó en 2002, el segundo Tu rostro mañana: 2 Baile y sueño en 2004 y el último Tu rostro mañana: 3 Veneno y sombra y adiós, el 24 de octubre de 2007, en España.

## Argumento

### I. Fiebre
Tras una reciente separación matrimonial, Jaime Deza se encuentra viviendo en Londres y trabajando para la BBC. Frecuenta a veces a sir Peter Wheeler, catedrático de la  Universidad de Oxford, a quien conoció por un amigo en común, el profesor Toby Rylands, a su vez amigo de Deza durante el tiempo en que trabajó en dicha universidad.
Con el falso pretexto de estar preocupado por Deza, quien debe sentirse solo en Londres, Wheeler lo invita a una cena en su casa a orillas del río Cherwell, donde además podrá conocer a Bertram Tupra, un tipo a todas luces misterioso. Sin embargo, en la cena, Deza apenas alcanza a hablar con él porque otro español, Rafita de la Garza, se le pega como una lapa. En el breve tiempo que Deza puede charlar con Tupra, este hace mención sobre algunos eventos de la guerra civil española, a consecuencia de la cual el padre de Deza estuvo en la cárcel, de donde salió casi de milagro, tras haber sido acusado de comunista por quien fuera su mejor amigo.
Tras la cena, Wheeler le pregunta a Deza por su conversación con Tupra y acerca de la mujer con quien había venido acompañado este último. Deza piensa que la relación de Tupra y su “novia” es muy fría y le da la espina de que se trata de una relación de otra índole, una relación ya pasada que se intenta mantener a marchas forzadas. Wheeler deja entrever que hay una razón para hacer esta pregunta pero se niega a hablar con Deza hasta la mañana siguiente y sube a dormir.
Deza se queda con un nombre rondando en su cabeza: Andrés Nin, mencionado en la conversación con Tupra. Por ello, decide explorar la biblioteca de Wheeler, donde además de encontrar algunos artículos escritos por su padre, Juan Deza, descubre vínculos entre la historia real de Nin y la novela  Desde Rusia con amor.

### II. Lanza
A la mañana siguiente, Wheeler confiesa que Tupra y él estaban haciéndole una prueba a Deza porque Rylands había sugerido años atrás que tenía habilidades suficientes para dedicarse a leer rostros, a sondear intenciones y saber cómo se comportaría la gente en un futuro, a saber cuál sería “su rostro mañana”. Deza acepta por petición explícita de Wheeler y termina por incorporarse al equipo de Tupra, dedicado a hacer informes para intereses indeterminados, en un edificio sin distintivos, ya fuera mediante entrevistas, traducciones, observando tras un cristal o haciendo interpretaciones. Se integra en un equipo, donde además de Tupra y de él mismo, están Mulryan, el segundo al mando, el austriaco Rendel y una mujer, Patricia Pérez Nuix, mitad española, mitad inglesa.
Durante esa misma mañana con Wheeler, también se entera de que este nació en Nueva Zelanda, que su apellido era Rylands, hasta que su padre huyó a Sudáfrica, al ver que había perdido a su madre. Y que su hermano menor, Toby, prefería al padre y eligió irse a vivir con él. Ambos se encontraron, en Oxford, en tiempos de la Segunda Guerra Mundial y Wheeler lo invitó a unirse al servicio, justo como hizo con Deza, aunque por sugerencia de Rylands. Durante la larga charla, Wheeler menciona por primera vez que estuvo casado y que su esposa, Valerie, murió muy joven. Deza pregunta de qué murió, pero Wheeler le pide posponer la historia para otra ocasión.
Trabajar con Tupra hace que Deza esté en alerta constante. Debido a esto, una noche de lluvia, se siente perseguido durante varias manzanas. Para comprobarlo decide detenerse dos veces, y la segunda descubre que lo sigue una mujer con un perro. Deza, llega a la puerta de su casa y entra. Piensa que a lo mejor él y la mujer simplemente han compartido trayecto durante mucho rato, pero después de un tiempo mirando hacia la plaza, visible desde su departamento, nota que la mujer se acerca a su edificio y llama al timbre.

### III. Baile
La mujer que busca a Deza resulta ser Pérez Nuix, la cual quiere pedirle un favor: ayudar a alguien a quien Tupra entrevistará. Esto hace recordar a Deza la ocasión en la que su mujer, o exmujer, Luisa, le hizo un par de favores, en Madrid, a una inmigrante pobre de Europa del Este, una jovencita de unos veinte años con dos niños muy pequeños.
Deza también  recuerda cuando Tupra le pidió que lo acompañara a un asunto de negocios en una discoteca, con el señor Manoia, un viejo italiano con influencia, según parece, en el Vaticano. Manoia iba acompañado de su mujer, Flavia, quien estaba resintiendo los estragos de dejar de ser joven y requería atención cortés y muy dedicada, sin romper nunca con la fidelidad matrimonial, cosa que la pareja italiana tenía muy aquilatada. La misión de Deza era hacerle mimos a Flavia, mientras Tupra hacía negocios.
Deza y Flavia se pusieron a bailar, cuando del bar se acercó Rafita de la Garza, con todas las intenciones de acercarse a la señora. Tupra llamó a Jaime Deza a la mesa, para desatorar algunas problemas del señor Manoia con el inglés. Mientras tanto,  Flavia se sentó en la mesa de Rafita y después desapareció. Tupra ordenó a Deza que la localizara y le sugirió buscarla primero en los baños.
Deza salió de los baños sin éxito y Tupra se unió a la búsqueda para encontrar a la pareja en la pista y mientras él devolvía a la señora Flavia a la mesa de su marido, Deza se llevó a De la Garza al baño de minusválidos, para neutralizarlo durante unos momentos. Deza se quedó con dos dudas que decidió consultar con Luisa: cómo funcionaba el botox y si era posible que una mujer dejase una gota en el suelo como consecuencia de la menstruación. Luisa río y se lo contó de buena gana y Deza, pensó que, tal vez, todavía no hubiera nadie que hubiera ocupado su sitio.

### IV. Sueño
Cuando Tupra volvió al baño, con la falsa oferta de una línea de cocaína para De la Garza y le extendió un paquete, este último comenzó a prepararla sobre la tapa de la taza de un inodoro. Aprovechando la distracción, Tupra sacó una espada (una lasquenet) de su gabardina y la blandió en repetidas ocasiones contra la cabeza de De la Garza. Esta acción provocó un ataque de pánico en Deza, quien había presenciado todo y le había hecho recordar una de las historias que su padre le contó sobre la guerra civil española, cuando uno de sus amigos, un andaluz, fue toreado, incluso estocado, por las tropas franquistas.
De la Garza no fue decapitado sino simplemente asustado, y después hundieron su cabeza dentro de la taza del inodoro y acabaron golpeándolo en repetidas ocasiones contra la barra de sostén para los minusválidos. Tupra y Deza salieron del baño, y el primero terminó su charla con Manoia.
Después de dejar a los italianos en su hotel, Tupra llevó a Deza a casa mientras lo reñía por perder el control en la escena de la espada. Deza explicó que lo presenciado le pareció excesivo, y preguntó dónde había aprendió Tupra a hacer tal cosa. Este le respondió que de los hermanos Kray, criminales del East End londinense, pero ante los constantes cuestionamientos de Deza decidió que valía la pena extender la conversación en su propia casa. Además, le prometió mostrarle algo.

### V. Veneno
Ya de vuelta en el presente, en casa de Tupra mantienen una conversación sin mucho sentido durante largo tiempo, mientras fuman y beben oporto. Hablan de la muerte trágica de la actriz de cine estadounidense Jayne Mansfield y terminan por recordar la cena con Manoia y los pechos operados de su esposa, Flavia. Ríen de buena gana y eso hace pensar a Deza que él y Tupra tienen en común la risa ante ciertos eventos, además de, seguramente, haberse acostado con Patricia Pérez Nuix. Acto que sucedió la noche en que Patricia le pidió a Deza el favor de hablar bien ante Tupra de un tal Incompara, con quien el padre de la chica tenía deudas de juego. Está segura de que si Incompara sale bien librado, perdonará a su padre.
Cuando Deza comenta que es tarde, Tupra le recuerda que no ha visto lo que quería mostrarle, así que lo lleva a un estudio donde pone un DVD lleno de escenas comprometedoras para personalidades de todo el mundo. Deza siente que se le está inoculando un veneno.
A veces Tupra deja las imágenes correr y otras las muestra a alta velocidad. Deza se siente atraído por una de ellas: un viejo que es golpeado en una mesa de billar. Resulta ser el señor Pérez Nuix y por tanto su intervención en favor de Incompara resulta inútil. Sin embargo, eso no es lo que Tupra quiere mostrarle, sino una grabación de Manoia en la que le saca los ojos a un hombre y lo degüella. Deza se siente desfallecer pero decide no mostrarlo y cuando Tupra vuelve a inquirir sobre los cuestionamientos del primero, quien se siente atrapado y contesta algo inesperado, una mujer interrumpe la conversación.

### VI. Sombra
Desde la noche en que Tupra atacó a De la Garza, Deza siente deseos de disculparse por este último. Compra tanto El País como el ABC esperando que el incidente se reporte y descubre que De la Garza terminó hospitalizado. Tiempo después decide visitarlo para disculparse pero De la Garza entra en pánico y Deza termina por retirarse.
Poco después, tras acompañar a Tupra en algunos viajes por Inglaterra y Alemania, Deza se toma dos semanas de vacaciones para visitar su ciudad, Madrid. Decide no avisar a Luisa para que sea sorpresa. Una vez instalado le llama y le dice que irá a visitar a los niños. Ella le pide que se tome su tiempo y se va de la casa. Después de acostar a los niños, Deza decide esperarla y se encuentra con que Luisa tiene un moretón en un ojo y concluye que el hombre con quien ella sale la ataca.
Pregunta a su cuñada y ella tiene la misma impresión. Es más, le dice el nombre del tipo con quien Luisa sale: Esteban Custardoy, copista y falsificador de cuadros; le describe sus rasgos y le explica dónde vive. Deza encuentra alguien con sus características en el Museo del Prado, lo sigue y comprueba que se trata de quien esperaba.

### VII. Adiós
Deza decide quitar a Custardoy del cuadro, así que lo amenaza con una pistola vieja, no registrada ante la policía, pero le perdona la vida de último momento. En cambio, toma un atizador de una chimenea y con este le quiebra la mano izquierda y le hace un corte en la cara. Por último le da indicaciones sobre cómo alejarse de Luisa. Finalmente, cuando se despide de ella antes de volver a Londres, comprueba por una llamada telefónica que Custardoy está siguiendo sus instrucciones.
En el avión de vuelta a Inglaterra Deza lee en un periódico que una de las personas que interpretó mató a un joven ruso o búlgaro exactamente como había vaticinado y decide dejar el grupo. Pero antes de volver a Madrid, decide ir a Oxford a despedirse de Peter Wheeler. Éste, contrario a su costumbre está sumamente elocuente con respecto a su pasado y le cuenta acerca de alguna de sus misiones secretas, pero sobre todo, relata la historia de la muerte de su mujer, Valerie, quien se suicidó después de enterarse de que un par de niñas murieron a consecuencia de un acto de propaganda negra que ella promovió durante la Segunda Guerra Mundial. Wheeler le cuenta sus historias consciente de que está cercano a la muerte, para que sus historias floten cuando ya no esté.
El padre de Deza muere una semana después de su llegada a Inglaterra y por ello apresura su retirada de su ciudad refugio para volver a Madrid. Después de su vuelta la relación con Luisa reinicia, pero cada uno vive en un sitio distinto.